# Gyetvai Elemér
Gyetvai Elemér (Kisterenye, 1927. július 12. – Budapest, 1993. március 18.) világbajnok asztaliteniszező, edző.
A versenyszerű asztaliteniszezést 1945-ben, a budapesti VII. kerületi MADISZ színeiben kezdte. Számos egyesületben versenyzett, majd 1950-ben a Budapesti Építők sportolójaként került be a magyar válogatottba. Eredményeinek többségét a magyar férficsapat tagjaként, illetve párosban érte el. A magyar csapattal 1952-ben világbajnoki, 1958-ban – a sportág első Európa-bajnokságán – Európa-bajnoki címet szerzett. Legjobb egyéni eredménye az 1958. évi budapesti Európa-bajnokságon elért 2. helyezés. A magyar válogatottban 1960-ig szerepelt, az aktív sportolást 1961-ben fejezte be.
Visszavonulása után két évig az indonéz válogatott vezetőedzője volt. 1962-ben hazatért és a Vörös Meteor Egyetértés, majd a Csepel SC edzője, egyúttal a magyar szövetség országos szakfelügyelője lett.

## Sporteredményei
- világbajnok:
  - 1952, Bombay: csapat (Kóczián József, Sidó Ferenc, Szepesi Kálmán)
- kétszeres világbajnoki 2. helyezett:
  - 1953, Bukarest: csapat (Kóczián József, Sebők Miklós)
  - 1957, Stockholm: csapat (Berczik Zoltán, Földy László, Péterfy Miklós, Sidó Ferenc)
- világbajnoki 3. helyezett:
  - 1957, Stockholm: férfi páros (Sidó Ferenc)
- világbajnoki 4. helyezett:
  - 1954, London: csapat (Földy László, Sebők Miklós, Sidó Ferenc)
- Európa-bajnok:
  - 1958, Budapest: csapat (Berczik Zoltán, Bubonyi Zoltán, Földy László, Sidó Ferenc)
- Európa-bajnoki 2. helyezett:
  - 1958, Budapest: egyes
- Európa-bajnoki 3. helyezett:
  - 1958, Budapest: vegyes páros (Mossóczy Lívia)
- Tizek-bajnok (1955)
- hétszeres magyar bajnok
  - egyes: 1956, 1957
  - férfi páros. 1956, 1957, 1959
  - csapat: 1955, 1960

## Díjai, elismerései
- A Magyar Népköztársaság Érdemes Sportolója (1954)[3]